# Херш, Кристин
Кристин Херш (англ. Kristin Hersh, род. 7 августа 1966 года) — американская певица, гитаристка и автор песен, основательница и лидер рок-группы Throwing Muses. После пятого альбома группы (тогда ещё не распавшейся) Кристин Херш выпустила успешный сольный альбом Hips and Makers, которому сопутствовал сингл «Your Ghost», дуэт с Майклом Стайпом, ознаменовавший начало её сольной карьеры. В последние годы Херш возглавляет новый состав, 50 Foot Wave; она известна также как автор книги воспоминаний «Rat Girl» (2010) и основательница некоммерческого музыкального software-проекта CASH Music.

## Дискография

### Сольные альбомы
- 1994 — Hips and Makers (Sire/Reprise)
- 1998 — Strange Angels (Rykodisc)
- 1998 — Murder, Misery and Then Goodnight (4AD)
- 1999 — Sky Motel (4AD)
- 2001 — Sunny Border Blue (4AD)
- 2003 — The Grotto (4AD)
- 2003 — Live at Noe Valley Ministry (Throwing Music)
- 2007 — Learn to Sing Like a Star (Yep Roc)
- 2010 — Cats and Mice (live)[4]